# The Water Nymph
The Water Nymph (também conhecido como The Beach Flirt) é um curta-metragem dos Estados Unidos de 1912, do gênero comédia. O filme mudo foi estrelado por Mabel Normand e dirigido por Mack Sennett.
The Water Nymph foi filmado em Venice, Los Angeles.
Cópia do filme encontra-se conservada no UCLA Film and Television Archive.